# Cristina Teuscher
Cristina Teuscher, född 12 mars 1978 i Bronx i New York, är en amerikansk före detta simmare.
Teuscher blev olympisk guldmedaljör på 4 x 200 meter frisim vid sommarspelen 1996 i Atlanta.